# Can Xifra (Riudarenes)
Can Xifra és una masia de Riudarenes (Selva) inclosa a l'Inventari del Patrimoni Arquitectònic de Catalunya.

## Descripció
Conjunt d'edificacions de diferents èpoques. L'edifici principal és de planta rectangular, dos pisos i teulada a dues vessants a laterals. La porta és de mig punt amb grans dovelles i les finestres són quadrangulars amb llinda monolítica i ampit motllurat. La façana s'ha repicat deixant al descobert la pedra excepte al costat esquerre que hi ha una part arrebossada i pintada. Els elements de fusta s'han pintat de vermell. La resta d'annexos són arrebossats i pintats.
Al davant de la casa, es conserva el paller. Va ser dividit en tres habitatges independents.

## Història
La primera notícia documental és de 1339 on apareix en un capbreu. L'edifici actual però correspon al segle xvii amb moltes reformes realitzades modernament tot i que s'han mantingut els elements originals